# 卡尔宾齐市镇

所在位置

卡尔宾齐市镇，为北马其顿东部的一个市镇。该市镇北邻普羅比什蒂普市鎮、切希诺沃-奥布莱舍沃市镇、兹尔诺夫齐市镇，南邻拉多維什市鎮、什蒂普市镇。总面积229.7 km2 (88.7 sq mi)，总人口4,012。行政中心位于卡尔宾齐村。该市镇为东部统计区的一部分。